# Nicola Gennaro
Nicola Gennaro (Este, 26 febbraio 1968) è un architetto italiano.

## Biografia

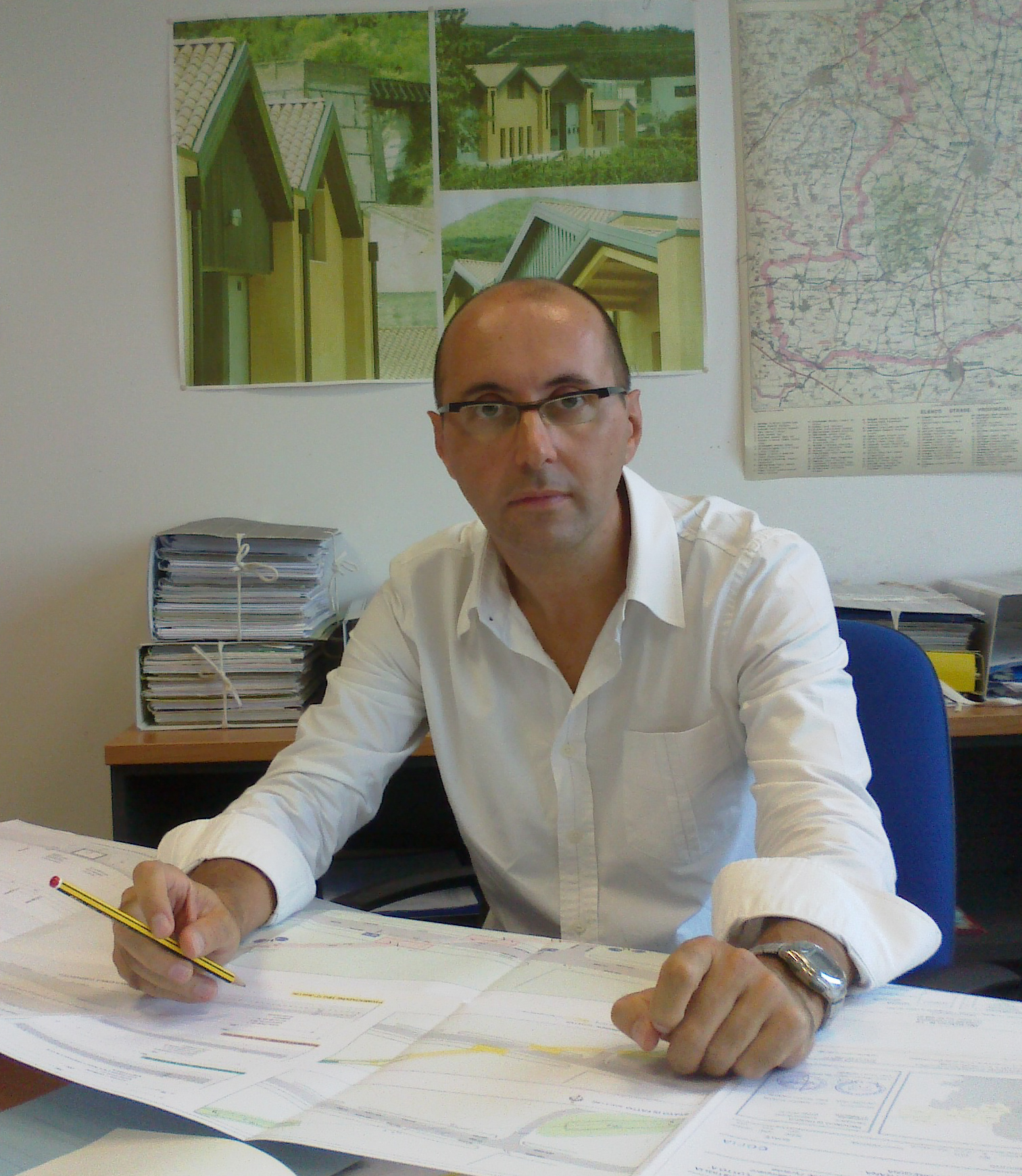
Nicola Gennaro

Nicola Gennaro si è formato al Collegio Salesiano “Manfredini” e al Liceo “G.B.Ferrari” di Este; nel 1994 ha ottenuto la laurea all’Istituto Universitario di Architettura di Venezia (IUAV), in cui è stato allievo di Aldo Rossi.
Nel 1995 a Firenze si è avviato alla professione di architetto e nel 2002 ha iniziato ad occuparsi di edilizia scolastica come funzionario della Provincia di Padova. 
È progettista di poli scolastici delle scuole secondarie superiori, tra i quali il Liceo Ferrari di Este di cui era stato allievo dal 1982 al 1987. Nel 2005, durante gli scavi per l'adeguamento antincendio di un edificio scolastico, è stato artefice della scoperta dei resti di un tempio romano dell'antica Patavium dedicato alla dea Concordia. Nel 2005-07, per ricavare degli archivi scolastici, si è occupato dell'ampliamento dell'Archivio di Stato di Padova in cooperazione col Ministero per i beni e le attività culturali progettando il primo deposito documentale italiano dotato di percorso espositivo verticale interno.
Dal 2004 al 2009, in collaborazione con l'Università IUAV di Venezia e con l'Università di Padova, è stato tutor di stage e tirocini in materia di progettazione di edilizia scolastica.
Nel 2006 è stato relatore de "La prevenzione della Criminalità nell'edilizia scolastica" al convegno su "L'impatto del disegno urbano nella prevenzione del crimine" a Padova. 
Nel 2007 ha ricevuto la Menzione d'onore al Premio di Architettura “Barbara Cappochin” per la progettazione del “Magazzino di Cinto Euganeo”, che rappresenta una rilettura in chiave contemporanea dell'architettura rurale del Parco regionale dei Colli Euganei.

## Opere principali
- Istituto Alberghiero “Pietro d'Abano” di Abano Terme, progetto

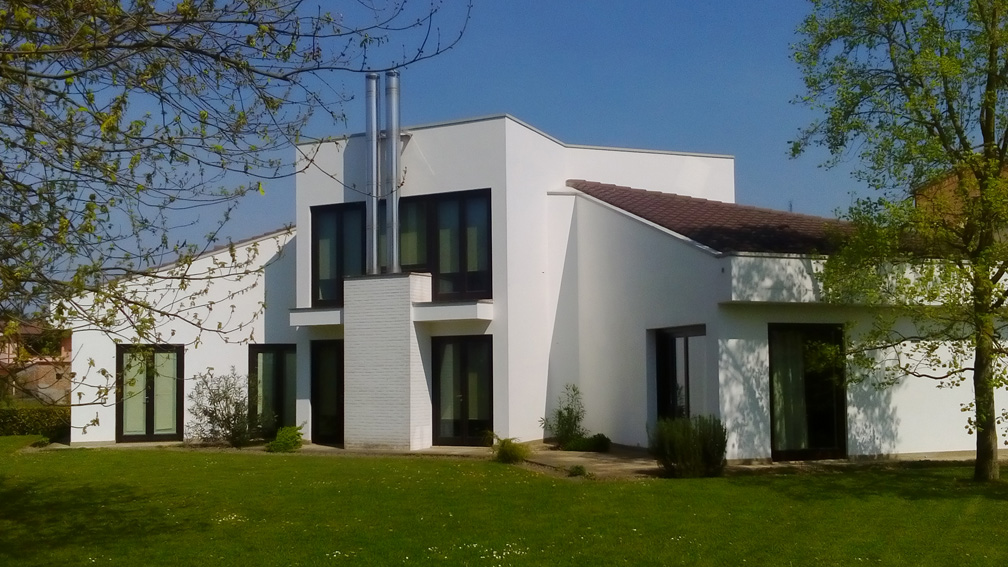
Casa di campagna per anziani

- Casa di campagna per anziani a Megliadino San Vitale

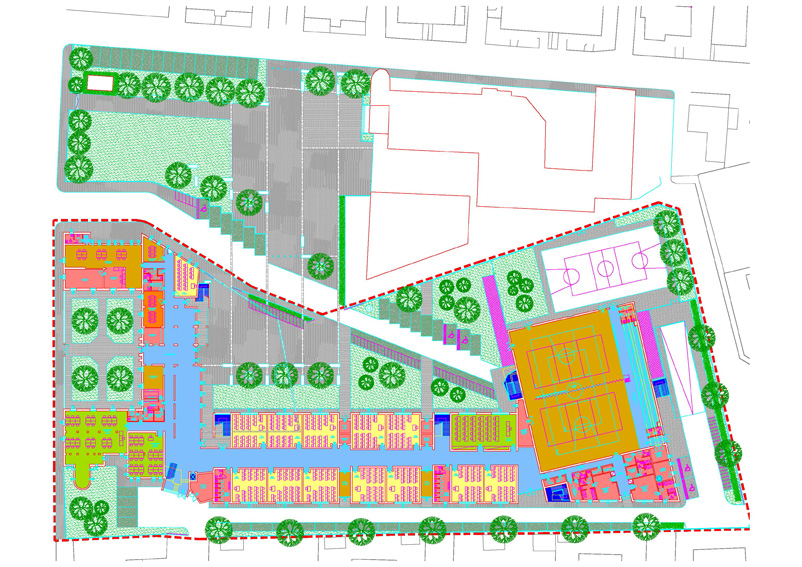
Nuovo Liceo "C.Marchesi" di Padova (progetto)

- Liceo classico "C.Marchesi" di Padova, progetto
- Campus scolastico di Camposampiero, progetto
- Palestra scolastica del Liceo "C.Marchesi" di Padova, progetto

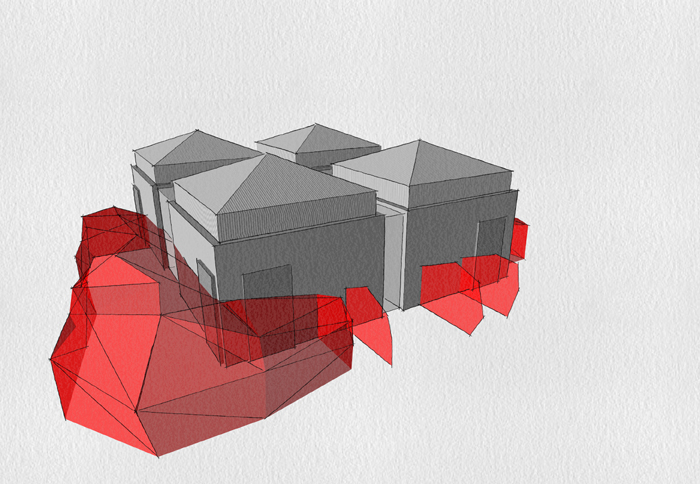
Palestra di Borgoricco (progetto)

- Struttura sportiva polifunzionale a Borgoricco, progetto per concorso

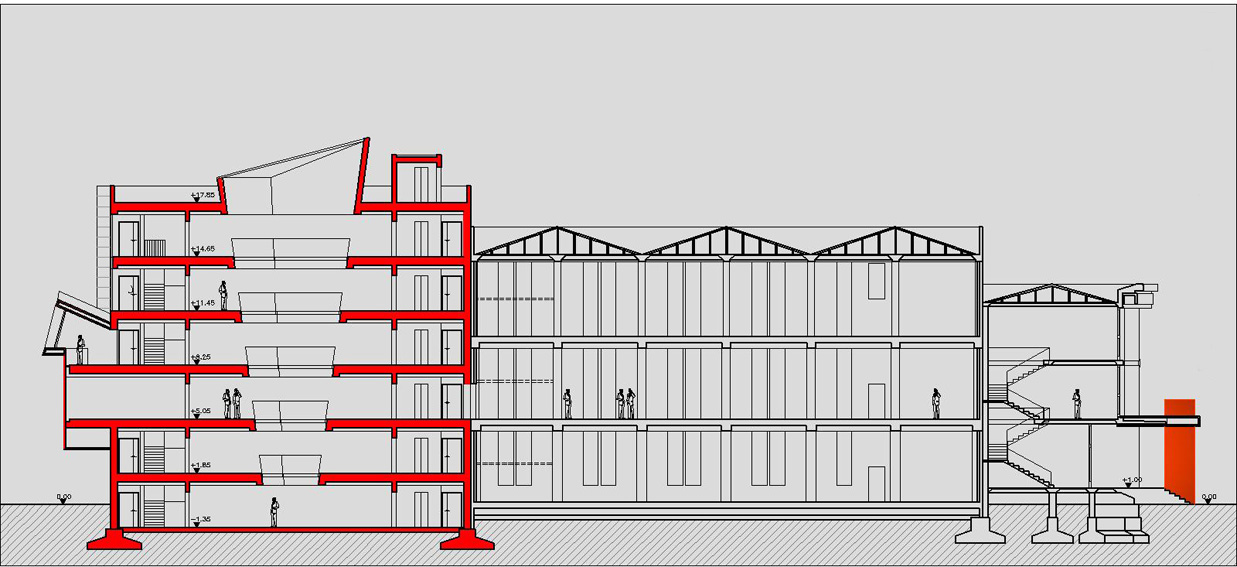
Ampliamento Archivio di Stato di Padova (progetto)

- Ampliamento dell'Archivio di Stato di Padova, progetto

- Magazzino di Cinto Euganeo

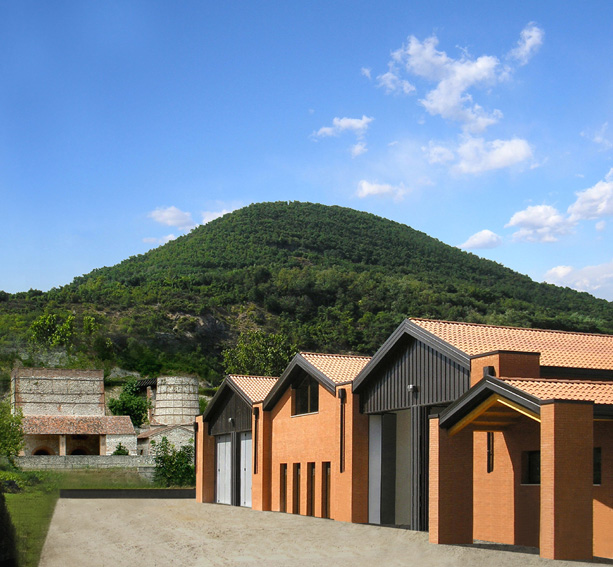
Magazzino di Cinto Euganeo

- Polo scolastico a Bagnoli di Sopra, progetto

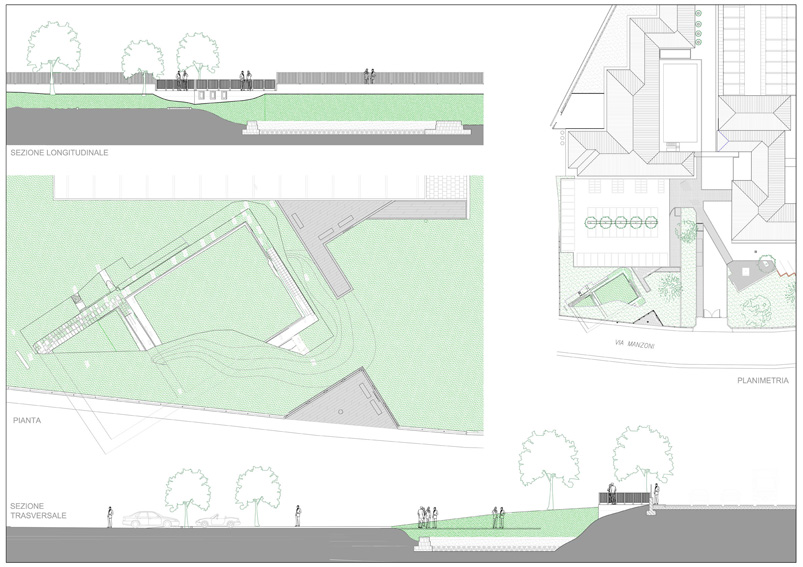
Giardino archeologico al Tempio della Dea Concordia nell'antica Patavium

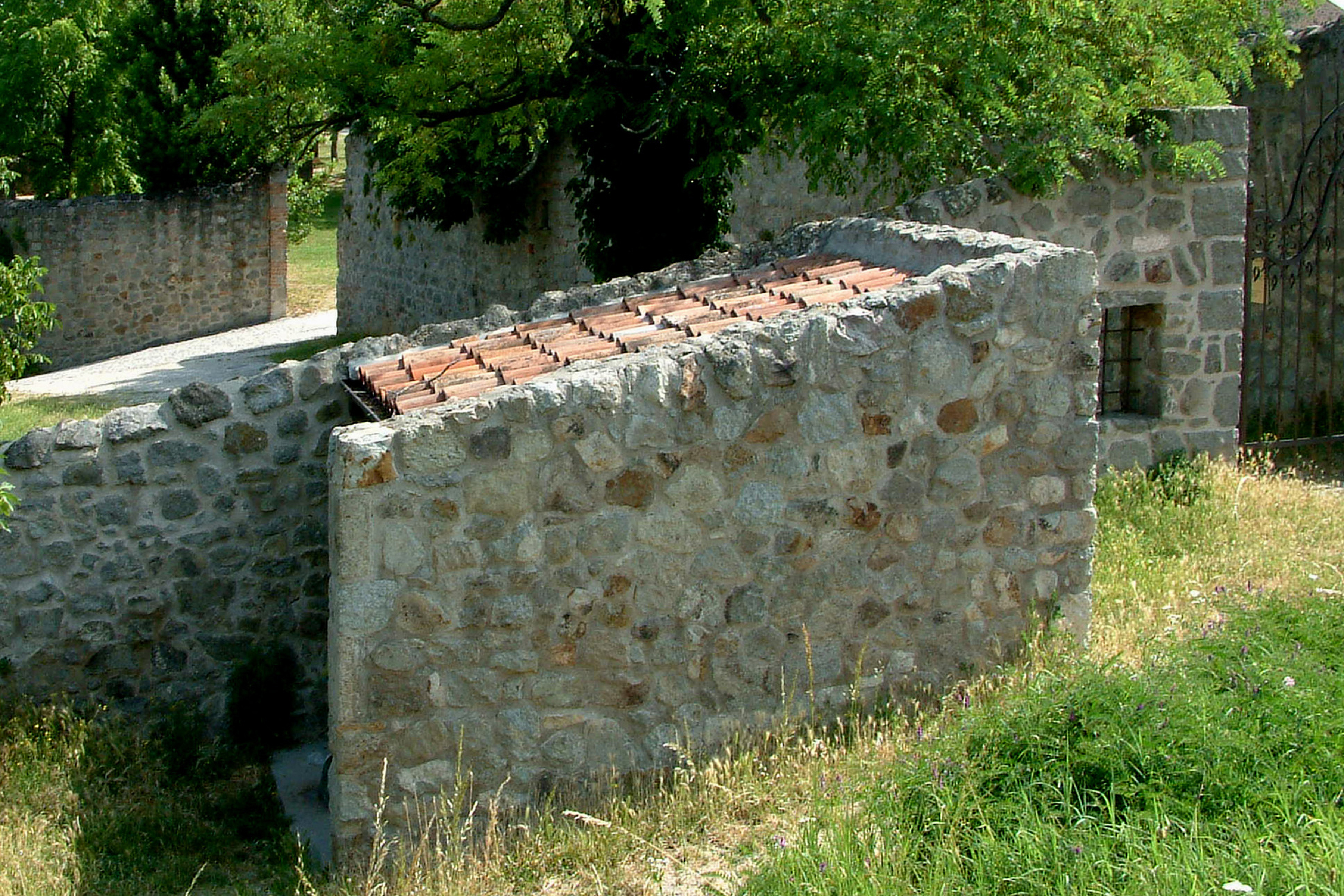
Annesso rustico a "Villa Beatrice" sui Colli Euganei

- Annesso rustico a Villa Beatrice sui Colli Euganei

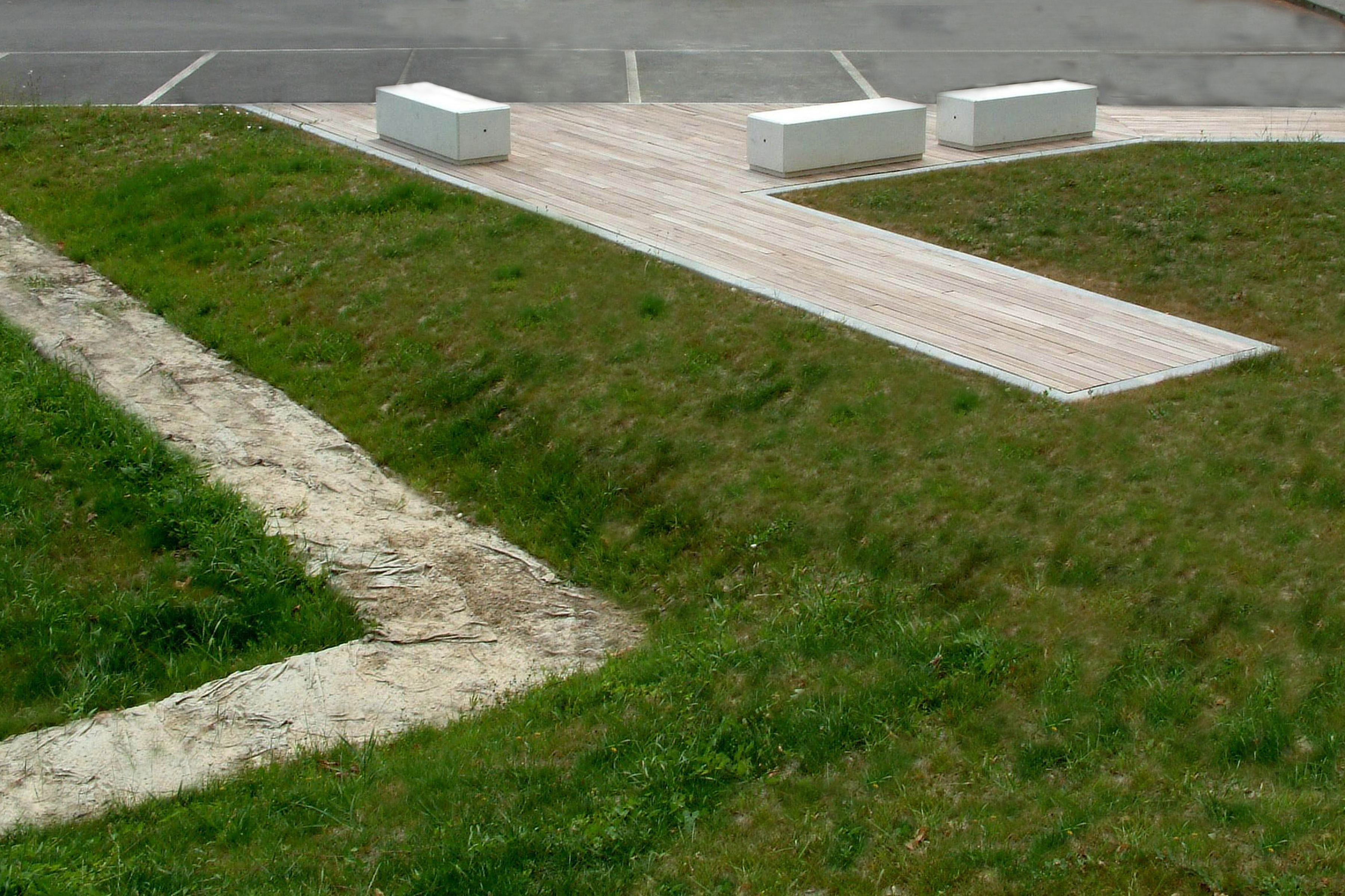
Giardino archeologico al Tempio della Dea Concordia nell'antica Patavium

- Giardino archeologico all'Istituto Tecnico ‘Marconi” di Padova
- Aule scolastiche al Liceo “A.Einstein” di Piove di Sacco

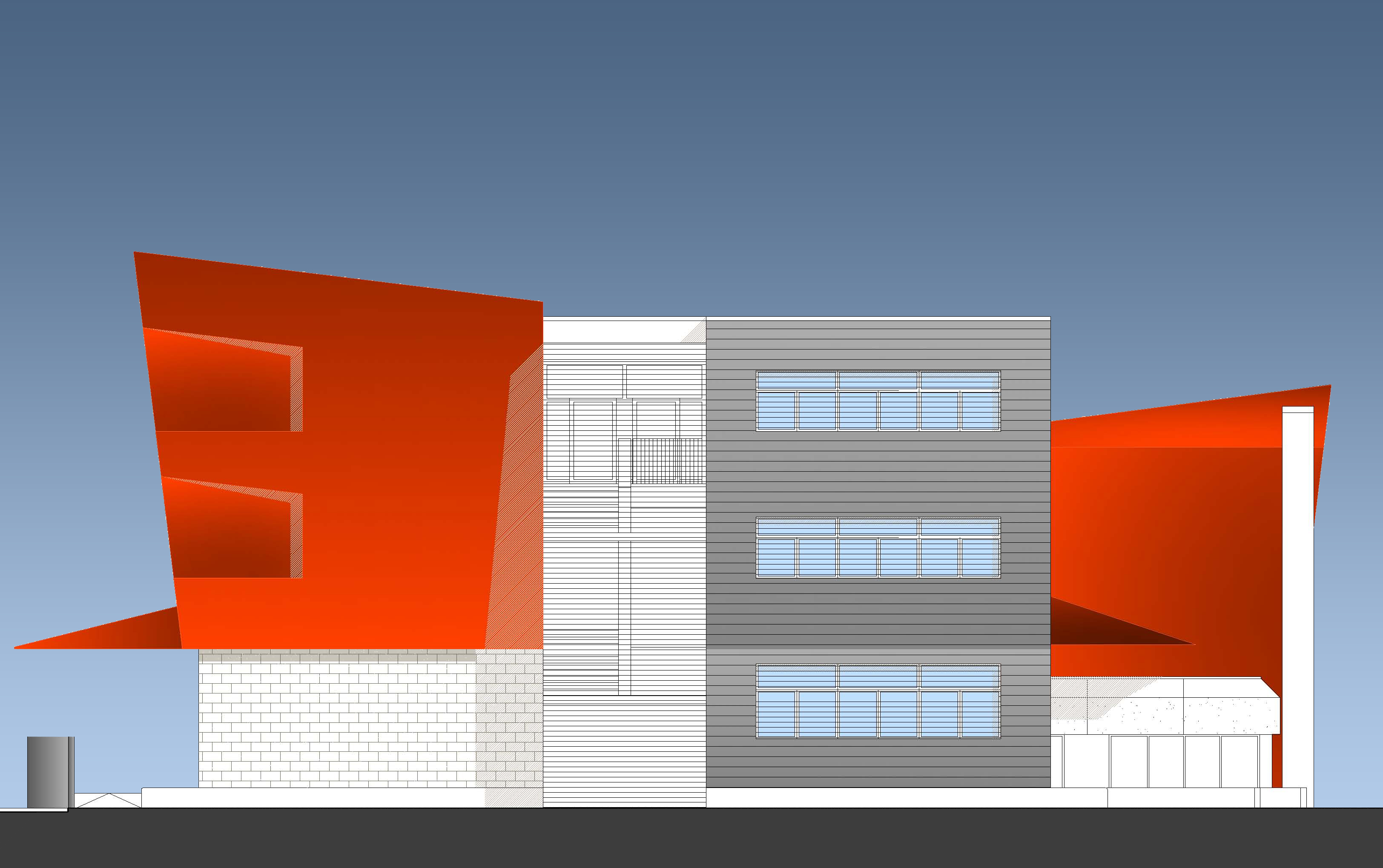
- Nuovo Liceo "Gaileo Galilei" di Selvazzano

- Liceo scientifico, linguistico e tecnologico "G.Galilei" di Selvazzano Dentro

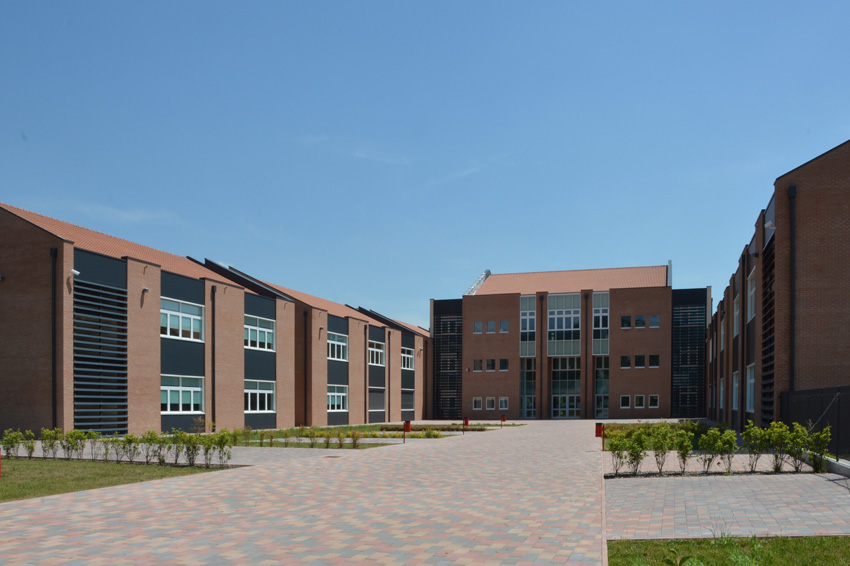
Nuovo Liceo "G.B.Ferrari" di Este

- Liceo classico, scientifico e linguistico “G.B.Ferrari” di Este

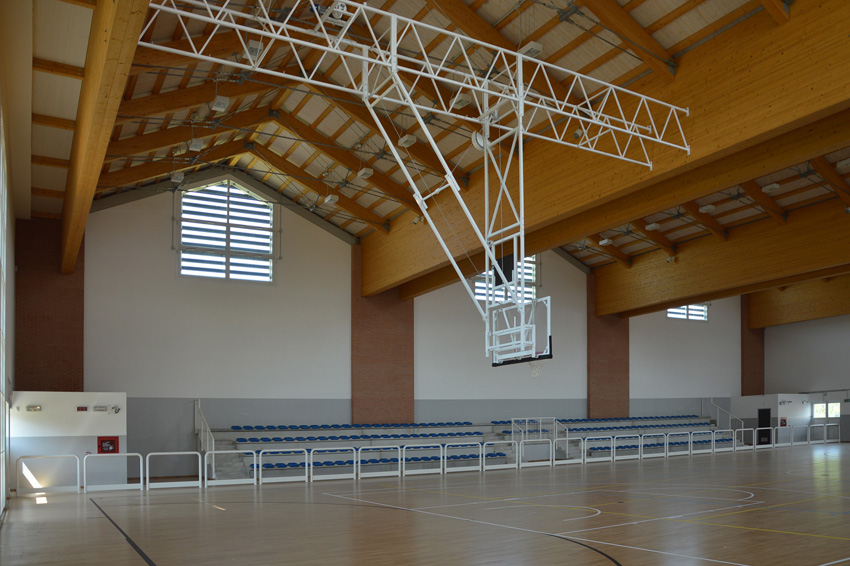
Palestra di Meggiaro a Este

- Palestra scolastica nel quartiere di “Meggiaro” a Este

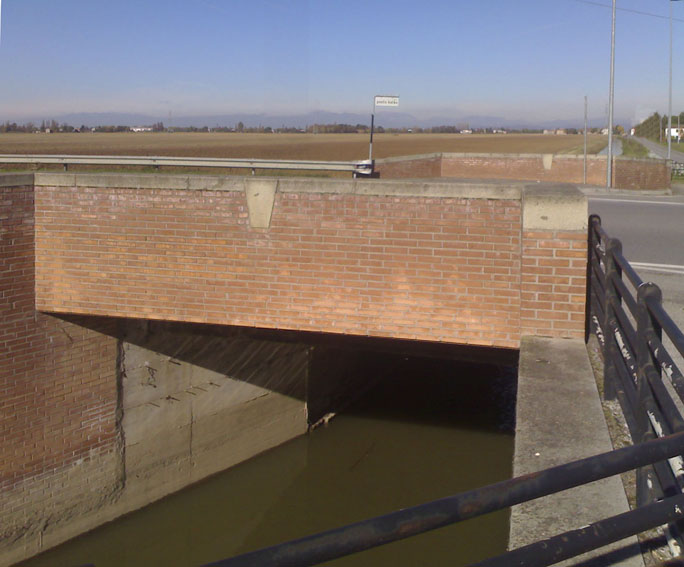
Ponte della Botta sul canale "Vampadore"

- Ponte della Botta sul canale "Vampadore" lungo la Strada Provinciale n.18 in Provincia di Padova